# 加藤拓二
加藤 拓二（かとう たくじ、1980年7月1日 - ）は、日本の俳優、声優。東京都練馬区出身。テアトル・エコー所属。

## 略歴
桐朋高等学校、大阪芸術大学舞台芸術学科演技演出コース卒業。
文学座附属演劇研究所出身。
2007年2月26日、テアトル・エコーに入団。

## 人物
方言は関西弁。
趣味は温泉巡り。特技は柔道参段。

## 出演

### テレビアニメ
- トレインヒーロー（2013年、住民、お付き、外務大臣部下、警備隊員、ジャック 他）
- NARUTO -ナルト- 疾風伝（2012年、イッタン、ガリ）
- スペースバグ（2018年 - 2019年、スルコスキー、ポール）

### ゲーム
- グランブルーファンタジー（2014年 - 2024年、ガスタルガ）

### 吹き替え

#### 映画（吹き替え）
- アラジン[3]
- 宇宙人ポール（ハガード〈ビル・ヘイダー〉）
- 運命の元カレ（リック〈ザカリー・クイント〉）
- コカイン・ベア（エディ〈オールデン・エアエンライク〉）
- ステイ・フレンズ
- ダークナイト（ハッピー）※テレビ朝日版
- トレマーズ ブラッドライン（エリック・ファン・ヴィック）
- バトルフィールド・アビス（Q一等操舵士）
- バビロンZ（ウサギ）
- ビッグママ・ハウス3（ブラッド）
- ピラニア3D（トッド〈コーディー・ロンゴ〉）
- 127時間
- フットルース 夢に向かって
- マーリー2 世界一おバカな犬のはじまりの物語
- 魔法使いの弟子
- ロシアン・ルーレット（クラウディオ）

#### ドラマ
- ALPHAS/アルファズ
- Weeds〜ママの秘密〜（アンディ・ボトウィン〈ジャスティン・カーク〉）
- glee/グリー（トレント）
- シェキラ!（ゲイリー・ワイルド）
- スキャンダル 託された秘密（ハック〈ギレルモ・ディアス〉）
- 孫子兵法
- デックスの恐竜図鑑
- ハリーズ・ロー 裏通り法律事務所
- ボードウォーク・エンパイア 欲望の街
- ボディ・オブ・プルーフ 死体の証言
- マット・ルブランの元気か〜い?ハリウッド!2
- ミスター・メルセデス（アントニオ・モンテス地区検事補〈マキシミリアーノ・ヘルナンデス〉）
- ローマ警察アウリオ・ゼン 3つの事件
- ピックル・ストーム 異世界からの転校生（2025年、デレク〈マイケル・コンドロン〉[4]）

#### アニメ
- ぞうのババール 〜バドゥのだいぼうけん〜（ディラシュ）
- ソウルフル・ワールド（ヘッジファンド・マネージャー[5]）
- モアナと伝説の海（漁師）

### 映画
- ヤッターマン

### 舞台
- テアトル・エコー
  - 2007年2月「リリオム」リリオム
  - 2008年10月「フレディ」ラウル役
  - 2009年4月「カッコーのかくれ家」ラウル・モンジャンビエ役
  - 2009年6月「ド・ラ・キ・ュ♥ラ」パック役
  - 2010年11月「俺の屍を越えていけ」南城役
- 2007年4月ダンス01・バレエクリスタル「魔法の笛」パパゲーノ役